# Будуш
Будуш — река в Башкирии, протекает по Татышлинскому району. Впадает в реку Арей в 15 км от её устья. Длина реки составляет 13 км.
В 6 км от устья по правому берегу впадает ручей Инюш.

## Данные водного реестра
По данным государственного водного реестра России относится к Камскому бассейновому округу, водохозяйственный участок реки — Буй от истока до Кармановского гидроузла, речной подбассейн реки — бассейны притоков Камы до впадения Белой. Речной бассейн реки — Кама.
Код объекта в государственном водном реестре — 10010101112111100016069.